# Princesa Vrtoglavka
Princesa Vrtoglavka je komična opera v treh dejanjih, slovenskega skladatelja Josipa Ipavca in libretistke Mare Čop-Berksove. Zgodba je postavljena v Pariz v 19. stoletju. Delo je Ipavec dokončal v rodnem Šentjurju in si kasneje prizadeval za njeno uprizoritev, a se za čas njegovega življenja to ni zgodilo. Kasneje so bili nekajkrat uprizorjeni le določeni deli operete, v celoti pa je bila prvič izvedena 29. novembra 1997 v Slovenskem narodnem gledališču Maribor. Po naključju je razmočene partiture opere odkril ddr. Igor Grdina, ki je bil za praizvedbo tudi avtor libreta po motivih Čop-Berksove.

## Vloge
- Vojvoda des Esseintes
- Maud
- Majordom
- Babette
- Grof Suvarin
- Deček
- Kneginja
- Deček
- Filomela

## Premierna uprizoritev
V premierni uprizoritvi opere, ki je potekala 29. novembra 1997 v veliki dvorani Slovenskega narodnega gledališča Maribor, so nastopili solisti Andreja Zakonjšek Krt, Vinko Paič, Emil Baronik, Dragica Kladnik, Lovro Čučko, Marjana Zelko, Svetlana Čursina, Stevan Stojanovič in Jaki Jurgec. 
Režiser urpizoritve je bil Jan Zakonjšek, dramaturg Pavel Mihelčič, scenograf Tomaž Marolt, kostumografinja Barbara Stupica, koreograf Marko Mlačnik, dirigent Simon Robinson in zborovodja Robert Mracsek.